# Hans De Meester
Hans De Meester (Alost, 7 de agosto de 1970) es un ciclista belga que fue profesional de 1992 a 2002.

## Palmarés
1995
- 1 etapa de la Vuelta a Baviera

1996
- Le Samyn

1998
- 1 etapa del OZ Wielerweekend

2003
- Trofeo Internacional Jong Maar Moedig
- Antwerpse Havenpijl